# NGC 664
NGC 664 is een spiraalvormig sterrenstelsel in het sterrenbeeld Vissen. Het hemelobject werd op 24 september 1830 ontdekt door de Britse astronoom John Herschel.

## Synoniemen
- PGC 6359
- UGC 1210
- MCG 1-5-29
- ZWG 412.23
- IRAS01411+0358